# GFM
GFM é uma emissora de rádio brasileira sediada em Salvador, capital do estado da Bahia. Opera no dial FM, na frequência 90,1 MHz. Pertence à Rede Bahia, responsável também pela rede de televisão de mesmo nome afiliada à TV Globo, e pelas rádios Bahia FM e Jovem Pan FM Salvador. Sua programação veicula essencialmente MPB e pop nacional e internacional, além de grandes hits. Sua playlist é de adulto-contemporâneo com um toque jovem, por incluir também músicas de maior rotação do pop e rock. É a emissora líder de audiência na capital baiana, segundo a medição da Kantar IBOPE Media.

## História

Antigo logotipo da emissora, utilizado de 2001 a 2018

A emissora foi fundada em 20 de julho de 1988, com o nome Globo FM.
Em 1992, a emissora assume a liderança no seguimento dos públicos A e B, de pessoas com mais de 25 anos.  Em 1998, transmite pela primeira vez o Festival de Verão Salvador, produzido pela iContent.

Logotipo utilizado pela emissora entre 2018 e 2025.

Em 8 de novembro de 2018, a emissora muda sua nomenclatura para GFM, com o objetivo de evitar alusão à Rádio Globo Salvador, pertencente ao Grupo Lomes de Comunicação, que chegou ao dial soteropolitano em 9 de novembro do mesmo ano. A marca anterior era sublicenciada pelo Sistema Globo de Rádio e pertencia à extinta Globo FM do Rio de Janeiro, que não possuía relação com a emissora de Salvador.
Em 14 de agosto de 2021, a GFM lançou o podcast Geração GFM, apresentado pelo jornalista Thiago Mastroianni. Em 21 de novembro, estreou novos podcasts sobre finanças, tecnologia e gastronomia, também transmitidos no rádio.

## Programas
A programação da GFM é composta por programas musicais, sendo alguns deles com também conteúdo jornalístico. A emissora conta ainda com boletins sobre o trânsito, notícias, informe cultural e eventualmente boletins sobre decoração.
Atualmente, a GFM produz e transmite os seguintes programas:
- 60 Minutos: Programa musical, com Angelina Yoshie (2ª edição);
- Especial GFM: Programa musical, com Fábio Cota;
- Free Sound: Programa musical, com Cacau Guimarães;
- GFM Acontece: Boletim informativo jornalístico;
- GFM Cultura: Boletim informativo jornalístico;
- GFM Live: Shows ao vivo, com Fábio Cota;
- GFM no Trânsito: Boletim informativo sobre o trânsito;
- Happy Hour: Programa jornalístico e musical, com Angelina Yoshie (1ª hora) e Ewerton Matos (2ª e 3ª hora);
- Madrugada: Programa musical;
- On Line: Programa musical que apresenta as músicas mais pedidas pelos ouvintes;
- Programa das 7: Programa jornalístico e musical, com Jordan Gomes;
- Toque Brasileiro: Programa musical voltado ao gênero MPB;

Outros programas compuseram a grade da emissora, e foram descontinuados:
- Bossa Nova
- Black Soul
- Classe A
- Dancing Hits
- Disk Laser
- Double Moments
- Geração GFM
- Globo Acontece
- Globo Cultura
- Globo Notícias
- Globo Roteiro
- Hora do Rock
- Hot Tracks
- Live Music
- Matéria Pop
- Minuto Financeiro
- Mundo Rocker
- Onda 90
- Sangue Novo
- Soft Rock
- Soul Globo
- World Charts

## Locutores

### Membros atuais
- Angelina Yoshie[13]
- Cacau Guimarães[14]
- Ewerton Matos[15]
- Fábio Cota[16]
- Jordan Gomes[17]

### Membros antigos
- Alexandre Orreda †[18]
- Antônio Carlos Santos[19]
- Emmerson José (hoje na Bahia FM)[20]
- Haroldo Souza[21]
- Jefferson Beltrão (hoje na A Tarde FM)[22]
- Jimmy Santana[21]
- João Santos[21]
- Maurício Habib (hoje na Bahia FM)[21]
- Nascimento Filho[21]
- Paulo Gomes[23]
- Reinaldo Souza[21]
- Thiago Mastroianni[24]